# Stego Island
Stego Island (englisch; bulgarisch остров Стего ostrow Stego) ist eine größtenteils vereiste, in südwest-nordöstlicher Ausrichtung 2,07 km lange und 820 m breite Insel in der Gruppe der Dannebrog-Inseln im Wilhelm-Archipel vor der Graham-Küste des Grahamlands auf der Antarktischen Halbinsel. Sie liegt 52 m nordwestlich der Elisabeth-Insel, 293 m südöstlich von Tsankov Island, 240 m südwestlich von Spatnik Island und 3,01 km westlich der Booth-Insel.
Britische Wissenschaftler kartierten sie 2001. Die bulgarische Kommission für Antarktische Geographische Namen benannte sie 2020 deskriptiv, da die Insel in ihrer Form an einen Stegosaurus erinnert.